# Clematis 'Fragrant Spring'
Clematis 'Fragrant Spring' — мелкоцветковый сорт клематиса (ломоноса). Используется в качестве вьющегося декоративного садового растения.

## Описание сорта
Диплоид.
Высота 6—10 метров. Цветёт на побегах прошлого года.
Цветки мелкие, 6—8 см в диаметре, блюдцевидные.
Листочки околоцветника в количестве 4, цвет сиренево-розовый. Аромат сильный.
Пыльники жёлто-зелёные.
Сроки цветения: май, июнь.

## Агротехника
Рекомендуется посадка солнечных или полутенистых местах. К почвам не требователен.
Группа обрезки: 1 (без обрезки).
Зоны морозостойкости: 7b—9b.
В качестве опоры рекомендуются обелиски и шпалеры. Может выращиваться в контейнерах.